# Harald Schmid (Leichtathlet)
Harald Schmid (* 29. September 1957 in Hanau) ist ein deutscher ehemaliger Leichtathlet und mehrfacher Olympiamedaillengewinner, der für die Bundesrepublik Deutschland startete.

## Sport
Schmid war einer der besten 400-Meter-Hürden-Läufer der Welt sowie damit auch einer der besten Leichtathleten Deutschlands. Geprägt war seine Karriere u. a. durch die Duelle mit dem Ausnahmeläufer Edwin Moses Ende der 1970er bis Mitte der 1980er Jahre. In Europa beherrschte er die 400 Meter Hürden fast ein Jahrzehnt lang und gehörte in dieser Zeit immer zu den besten drei, meist sogar zwei, Läufern der Welt. In seinem Training war er Autodidakt und ließ sich nicht in ein Trainingsschema eines Verbandes einordnen, auch nicht beim DLV. Ihm gelang es über ein Jahrzehnt hinweg stets zum Saisonhöhepunkt seine beste Leistung abzurufen.
Schon als Jugendlicher gehörte er zur deutschen Spitze über 400 Meter und 400 Meter Hürden. Mit 18 Jahren war Schmid 1976 in Montréal erstmals bei den Olympischen Spielen dabei. Als Mitglied der 4-mal-400-Meter-Staffel gewann er die Bronzemedaille (Franz-Peter Hofmeister, Lothar Krieg, Harald Schmid, Bernd Herrmann, 3:01,98 min). Außerdem stellte er mit 49,61 s in diesem Jahr einen neuen Juniorenweltrekord auf. 1977 erreichte er beim Europacup in Helsinki über 400 Meter Hürden in 49,27 s Platz 2 hinter Volker Beck (48,90 s). Auch beim erstmals ausgetragenen Weltcup in Düsseldorf bestätigte Schmid seine gewonnene Leistungsstärke und wurde in 48,85 s Dritter hinter Edwin Moses (47,58 s) und Volker Beck (48,83 s).
1978 gewann Schmid seine ersten internationalen Titel. In Prag wurde er Europameister über 400 Meter Hürden (48,51 s) und mit der 4-mal-400-Meter-Staffel (Martin Weppler, Franz-Peter Hofmeister, Bernd Herrmann, Harald Schmid, 3:02,03 min). Ein Jahr später setzte Schmid einen neuen Meilenstein. Beim Europacup in Turin unterbot er mit 47,85 s als erster Europäer die 48-Sekunden-Marke und verbesserte damit den elf Jahre bestehenden Europarekord des Briten David Hemery. Nur knapp eine Stunde nach diesem Erfolg gewann Schmid in 45,31 s auch die 400 Meter. Beim Weltcup 1979 in Montreal erreichte er Platz 2 in 48,53 s hinter Edwin Moses (47,71 s).
1980 kam dann bedingt durch den Olympiaboykott alles anders als geplant, Schmid blieb wie vielen anderen Sportlern die Chance auf olympisches Edelmetall versagt. Und auch die Saison 1981 verlief für ihn wegen einer Hepatitis, die sich nach einem für seine Verhältnisse schwachen Auftreten beim Europacup in Zagreb (Zweiter in 49,12 s) herausstellte, anders als vorgesehen.
1982 kam Schmid wieder in die Erfolgsspur. Bei den Europameisterschaften in Athen verteidigte er seinen Titel als Europameister und verbesserte dabei seinen eigenen Europarekord auf 47,48 s. Auch mit der bundesdeutschen 4-mal-400-Meter-Staffel (Erwin Skamrahl, Harald Schmid, Thomas Giessing, Hartmut Weber, 3:00,51 min) konnte er wie 1978 wieder Europameister werden. Zwei Medaillen gab es auch bei den erstmals ausgetragenen Weltmeisterschaften 1983 in Helsinki. Schmid gewann jeweils Silber über 400 Meter Hürden (48,61 s hinter Edwin Moses, 47,50 s) sowie mit der bundesdeutschen 4-mal-400-Meter-Staffel (Erwin Skamrahl, Jörg Vaihinger, Harald Schmid, Hartmut Weber, 3:01,83 min).
1984 kam Schmid zu seiner zweiten Olympiateilnahme in Los Angeles und gewann die Bronzemedaille auf seiner Spezialstrecke in 48,19 s hinter Edwin Moses (47,75 s) sowie Danny Harris (48,13 s). Bei den nun langsam immer mehr an Bedeutung verlierenden Europa- und Erdteil-Cups im Jahre 1985 lag Schmid wieder jeweils ganz weit vorn: Europacup in Moskau: Platz 1 in sehr guten 47,85 s / Weltcup in Canberra: Platz 3 in 48,84 s.
Weiter ging es 1986 mit den Europameisterschaften im eigenen Land (Stuttgart). Hier wurde Schmid zum dritten Mal nacheinander Europameister über 400 Meter Hürden (48,65 s) und gewann mit der bundesdeutschen 4-mal-400-Meter-Staffel (Klaus Just, Edgar Itt, Harald Schmid, Ralf Lübke, 3:00,17 min) die Silbermedaille hinter Großbritannien (2:59,84 min). 1987 standen in Rom die zweiten Weltmeisterschaften auf dem Programm. Hier gab es eines der spannendsten und hochwertigsten Finals über 400 Meter Hürden überhaupt. Harald Schmid wurde Dritter zwei Hundertstelsekunden hinter Edwin Moses und dem zeitgleichen Danny Harris. Dabei stellte Schmid seinen eigenen Europarekord mit 47,48 s ein.
Anschließend ging seine internationale Karriere langsam zu Ende. 1988 war Schmid noch einmal bei den Olympischen Spielen in Seoul dabei, ging hier jedoch nach einer Infektion mit Trainingsrückstand an den Start. Er erreichte dennoch das Finale und belegte in 48,76 s immerhin noch den siebten Platz. 1989 wurde er Zweiter beim Europacup in Gateshead (49,26 s). 1990 beendete Schmid seine Sport-Karriere kurz vor den deutschen Meisterschaften, nachdem er feststellen musste, dass er die 49-Sekunden-Marke kaum noch unterbieten konnte.
Schmid startete bis zu seinem Karriereende stets für den TV Gelnhausen. Bei einer Größe von 1,87 m hatte er ein Wettkampfgewicht von 83 kg.
Erfolgsbilanz:
- Olympische Spiele: 1976 Bronze 4 × 400 m (3:01,98 min) / 1984 Bronze 400 m Hürden (48,19 s), 1988 Siebter 400 m Hürden (48,76 s)
- Weltmeisterschaften: 1983 – 2-mal Silber (400 m Hürden, 48,65 s; 4 × 400 m, 3:01,83 min) / 1987 – Bronze 400 m Hürden (48,61 s)
- Europameisterschaften: 1978 – 2-mal Gold (400 m Hürden, 48,51 s; 4 × 400 m, 3:02,03 min) / 1982 – 2-mal Gold (400 m Hürden, 47,48 s; 4 × 400 m, 3:00,51 min) / 1986 – Gold 400 m Hürden (48,65 s); Silber 4 × 400 m (3:00,17 min)
- Weltcup: 1977 – Dritter 400 m Hürden (48,85 s); Sieger 4 × 400 m (3:01,3 min) / 1979 – Zweiter 400 m Hürden (48,53 s) / 1985 Dritter 400 m Hürden (48,84 s)
- Europacup: 1977 – Zweiter 400 m Hürden (49,27 s), 1979 – 3-mal Sieger (400 m, 45,31 s; 400 m Hürden, 47,85 s; 4 × 400 m, 3:02,3 min) / 1981 – Zweiter 400 m Hürden (49,12 s) / 1983 – Sieger 400 m Hürden (48,56 s) 1985 – 2-mal Sieger (400 m Hürden, 47,85 s; 4 × 400 m, 3:00,36 min) / 1987 – Sieger 400 m Hürden (48,67 s) / 1989 – Zweiter 400 m Hürden (49,26 s)
- Deutsche Meisterschaften: 12-mal Sieger 400 m Hürden (1977, 1978, 1980–1989), Sieger 400 m (1979)

Bestzeiten: 200 m – 20,68 s (1987) / 400 m – 44,92 s (1979) / 800 m – 1:44,83 min (1987) / 400 m Hürden – 47,48 s (1982 und 1987)

## Andere Aktivitäten
Schmid lebt in Hasselroth und war zeitweilig Sportlehrer am Gymnasium im benachbarten Gelnhausen. Der promovierte Sportwissenschaftler wurde 1999 in die Athleten-Kommission der International Association of Athletics Federations berufen.
Er engagiert sich seit 1995 in der Kampagne „Kinder stark machen“ der Bundeszentrale für gesundheitliche Aufklärung (BZgA). Mit der Kampagne zur Suchtvorbeugung „Kinder stark machen“ wendet sich die BZgA an alle Erwachsenen, die Verantwortung für Kinder und Jugendliche tragen. Nicht nur Eltern und Lehrer, auch Trainer und Betreuer in Sportvereinen sind wichtige Vertrauenspersonen, die Kinder in ihrer Entwicklung stärken und unterstützen können. Deshalb arbeitet die Bundeszentrale seit Jahren mit den mitgliederstarken Sportverbänden zusammen: Deutscher Olympischer Sportbund (DOSB), Deutscher Fußball-Bund (DFB), Deutscher Turner-Bund (DTB), Deutsche Turnerjugend (DTJ), Deutscher Handballbund (DHB), Deutscher Leichtathletik-Verband (DLV) und DJK-Sportverband und DJK-Sportjugend. In Seminaren, Tagungen und Fortbildungen hält er Vorträge und leitet Schulungen für Referenten aus den Sportverbänden zum Thema „Kinder stark machen“.
Schmid gehört der Jury des jährlich vergebenen Schlappekicker-Preises der Frankfurter Rundschau an, mit dem unter anderem sozial und integrativ wirkende Einzelpersonen, Gruppen und Vereine ausgezeichnet werden.
Heute unterhält er eine PR-Agentur und das Institut zur Gesundheitsförderung „Galenos“. Seine Erfahrungen aus dem Hochleistungssport bringt er in einer umfangreichen Lehrtätigkeit und in Programmen zur Gesundheitsprävention und Leistungsmotivation für Unternehmen und Sportverbände ein. Darüber hinaus ist er auch als Herausgeber in Erscheinung getreten.

## Ehrungen
- 1979 und 1987 war Schmid Sportler des Jahres.
- 1987 wurde ihm der Rudolf-Harbig-Gedächtnispreis verliehen.
- 1989 erhielt Schmid das Bundesverdienstkreuz am Bande.[4]
- Im Juli 2016 wurde er in die Hall of Fame des deutschen Sports aufgenommen.[5]
- 2018 mit dem Goldenen Band für sein soziales Engagement ausgezeichnet.[6]

## Videolinks
- 1982 European 400 m Hurdles – Harald Schmidt, Hochgeladen am 7. Februar 2009 auf der Webseite youtube.com
- WM 1987 Rom: 400-m-Hürden-Finale mit Harald Schmid, Gerd Rubenbauer, Video zum WM-Finale 400 m Hürden 1987 auf der Webseite sportschau.de